# Onthophagus falculatus
Onthophagus falculatus är en skalbaggsart som beskrevs av Antoine Boucomont 1914. Onthophagus falculatus ingår i släktet Onthophagus och familjen bladhorningar. Inga underarter finns listade i Catalogue of Life.